# Селямет I Ґерай
Селяме́т I Ґера́й (крим. I Selâmet Geray, ۱سلامت گراى‎; 1558–1610) — кримський хан у 1608–1610 роках з династії Ґераїв, наступник Тохтамиша Ґерая, попередник Джанібека Ґерая. Син Девлета I Ґерая.
У конфлікті Мехмеда II Ґерая і Алпа Ґерая займав сторону останнього. При приході до влади Гази II Ґерая визнав провину, був пробачений і навіть призначений калгою, але незабаром був змушений тікати з Криму від помсти Мансурів.
За Фетіха I Ґерая і на початку другого правління Гази II знову перебував у Криму в чині калги, але під час репресій Гази II проти прихильників Фетіха I повторно покинув країну.
Перебрався з Кримського ханства до Османської імперії, де в цей час підняли заколот проти султана Кара-Язиджі і Делі-Хасан. Приєднався до повстанців. Після розгрому повстання просив вибачення у султана. Йому було даровано життя, але відібрана свобода — наступні 7 років Селямет провів у стамбульській фортеці Єді-Куле.
Бажаючи після смерті Гази II поставити на правління в Криму залежного від себе кандидата, султан в 1608 році призначив Селямета на ханський престол.
Правління Селямета I Ґерая відзначилося перемир'ям хана з беями. Мав зіткнення лише зі своїми калгою і нуреддином — Мехмедом і Шахіном Ґераями, яких згодом витіснив з Криму в Буджак.
Мав численне потомство. За декількома винятками, всі кримські хани, що правили після 1671 р. походили від Селямета I Ґерая.
Помер 1610 року.